# Паїн Ісаак Ізраїльович
Паїн Ісаак Ізраїльович (21 січня 1912, Київ — 16 грудня 1999, Нью-Йорк, США) — диригент, педагог, музичний діяч, заслужений артист УРСР (1957), доцент (1966).

## Біографія
Ісаак Паїн народився в Києві в сім'ї лікарів. Першою вчителькою по фортепіано була Ганна Давидівна Таугман, згодом Ольга Олександрівна Тринітатська. У 1932 р. закінчив Київський музично-драматичний інститут ім. М. Лисенка (клас фортепіано — Костянтин Михайлов, диригування — Давид Бертьє, музично-теоретичні дисципліни викладали Борис Лятошинський, Лев Ревуцький, Віктор Косенко). З 1931 працював диригентом симфонічного оркестру інституту ім. М. Лисенка, симфонічного оркестру радіокомітету у Києві, викладачем Київської консерваторії. У жовтні 1939 р. був направлений до Львова для організації музичного мовлення на Львівському радіо.
Разом із Миколою Колессою при Львівському обласному радіокомітеті організував (6 грудня 1939 р.) оркестр, який спочатку складався з 52 осіб і в такому складі приступив до роботи. До лютого 1940 р. склад оркестру був доведений до 70 осіб. Перший у Львові державний симфонічний оркестр було реорганізовано на оркестр при Львівській філармонії. За перші 2,5 місяця існування оркестр дав 16 концертів, у яких поряд із зарубіжною та радянською класикою звучали твори українських композиторів Лева Ревуцького, Бориса Лятошинського, Віктора Косенка, Василя Барвінського, Станіслава Людкевича, Миколи Колесси. До початку Другої світової війни з оркестром виступали такі відомі виконавці як Роман Савицький (фортепіано), Леопольд Мюнцер (фортепіано), Єва Бандровська-Турська (сопрано), Михайло Фіхтенгольц (скрипка), Абрам Луфер (фортепіано) та багато інших.
З 1941 р. Ісаак Паїн воював на фронті. В 1946 р. повернувся з бойовими нагородами та відновив творчу роботу у Львівській філармонії, був головним диригентом та керівником симфонічного оркестру, паралельно до 1993 р. викладав на кафедрі диригування Львівської консерваторії. Разом із львівським оркестром виступав у численних концертах, у тому числі з визначними вітчизняними та зарубіжними музикантами того часу, здійснив фондові записи на радіо та телебаченні. Під його керівництвом симфонічний оркестр Львівської філармонії став одним із найкращих музичних колективів України. За роки педагогічної діяльності Ісаак Паїн навчав багатьох обдарованих учнів, серед яких композитори брати Платон та Георгій Майбороди, Аркадій Філіпенко, Вадим Гомоляка та ін. Серед перших випускників — головний диригент оркестру народних інструментів Київського радіо Микола Хіврич, диригент Львівського театру опери та балету Семен Арбіт, диригент Новосибірської опери Г. Орлов, головний диригент естрадно-симфонічного оркестру радіо та телебачення Ростислав Бабич (Київ), диригент симфонічного оркестру Національного університету ім. І. Франка Роман Хабаль, завідувач кафедри оркестрового диригування Львівської державної музичної академії професор Олександр Ґеринович та ін. З 1993 р. Ісаак Паїн жив у Нью-Йорку (США).

## Творчість
Впродовж п'ятдесяти років (з 1939 по 1993 з перервою на роки війни) Ісаак Паїн очолював Львівський симфонічний оркестр. Програми з творів світової, української та радянської музичної класики, якими диригував І. Паїн, постійно користувались великим успіхом у слухачів та серед професіоналів, які відзначали високий рівень диригентської майстерності, вірну музичну інтерпретацію.
У його виконанні у Львові зазвучали монументальні полотна: ораторії «Створення світу» та «Пори року» Йозефа Гайдна, Requiem Гектора Берліоза та Джузеппе Верді, Missa solemnis Людвіга Бетховена, «Дзвони» Сергія Рахманінова, «Іоанн Дамаскін», «Після прочитання псалму» Сергія Танєєва, симфонії Йозефа Гайдна, Вольфганга Амадея Моцарта, Людвіга Бетховена, Сергія Рахманінова, Сергія Прокоф'єва, Дмитра Шостаковича, Бориса Лятошинського, Льва Ревуцького та ін. Ісаак Паїн був блискучим акомпаніатором, з ним виступали солісти світової слави — Святослав Ріхтер, Давид Ойстрах, Леонід Коган, Данило Шафран, Тетяна Ніколаєва, Станіслав Нейгауз, Григорій Гінзбург, Мстислав Ростропович, Володимир Крайнєв, Ґідон Кремер, Тетяна Грінденко, Мирон Полякін та багато інших. З деякими із них від підтримував особисті дружні зв'язки.
У симфонічних програмах він широко пропагував твори українських, зокрема львівських композиторів Станіслава Людкевича, Василя Барвінського, Романа Сімовича, Адама Солтиса, Анатолія Кос-Анатольського, Дезидерія Задора, Ісидора Вимера, Мирослава Скорика.
Особливе місце в музичному житті Львова займали літні концерти просто неба, які проходили щотижня в суботу й неділю у вечірній час на літній естраді в парку культури. Ініціатором цих безкоштовних концертів був Ісаак Паїн. Постійний успіх у слухачів мали симфонічні мініатюри, такі як «Політ джмеля» Миколи Римського-Корсакова.